# Eumichtis dyssymetrica
Eumichtis dyssymetrica là một loài bướm đêm trong họ Noctuidae.